# Tarimsångare
Tarimsångare (Rhopophilus albosuperciliaris) är en nyligen urskiljd fågelart som numera placeras i familjen papegojnäbbar inom ordningen tättingar, endemisk för västra Kina.

## Utseende och läten
Denna art är mycket lik den nära släktingen pekingsångaren som den fram tills nyligen ansågs vara en del av. Tarimsångaren har dock brun istället för vit ögoniris och svagare streckad hjässa. Vidare är flankerna svagt streckad i aprikosbeige på smutsvit botten istället för kraftigt rödbrunt streckade på vit botten. Hjässa och stjärt har också gråare anstrykning och den är också något större i storlek. Den skiljer sig även i sina läten.

## Utbredning och systematik
Arten förekommer enbart i nordvästra Kina, från Tarimbäckenet till Lop Nur i Xinjiang. Tidigare betraktades den som en underart till Rhopophilus pekinensis och vissa gör det fortfarande. Studier har dock visat på betydande skillnader i utseende, läten och biotopval. Den behandlas som monotypisk, det vill säga att den inte delas in i några underarter.

### Familjetillhörighet
Tidigare ansågs tarimsångaren och pekingsångaren vara medlemmar av familjen cistikolor (Cisticolidae). DNA-studier visar dock att de tillhör en grupp små tättingar bestående av papegojnäbbar (Conostoma samt det numera uppdelade släktet Paradoxornis), den amerikanska arten messmyg, samt en handfull släkten som tidigare också ansågs vara timalior (Fulvetta, Lioparus, Myzornis, Chrysomma och Moupinia). Denna grupp är i sin tur närmast släkt med sylvior i Sylviidae och har tidigare inkluderats i den familjen. Enligt sentida studier skilde sig dock de båda grupperna sig åt för hela cirka 19 miljoner år sedan, varför tongivande International Ornithological Congress (IOC) numera urskilt dem till en egen familj, Paradoxornithidae. Denna linje följs här.

## Levnadssätt
Tarimsångaren är en ökenlevande art som förekommer i områden med uppvuxen tamarisk och tätt busklandskap, framför allt med inslag av Phragmites och jujuber (Ziziphus jujuba). Den föredrar låglänta, arida och sandiga områden från 780 till 1500 meters höjd i Xinjiang, men upp till 2800 meters höjd i Qaidambäckenet i Qinghai. Den påträffas i miljöer där även pilfink, saxaulsparv, isabellatörnskata, taklamakanökenskrika och ärtsångare finns, den senare med mycket liknande utbredningsområde som tarimsångaren.

## Status och hot
Arten har ett stort utbredningsområde och en stor population, men tros minska i antal till följd av omfattande landskapsförändring, dock inte tillräckligt kraftigt för att den ska betraktas som hotad. Internationella naturvårdsunionen IUCN kategoriserar därför arten som livskraftig (LC).

## Namn
Tarimbäckenet är en omfattande floddalgång i provinsen Xinjian i västra Kina.